# Stout Skycar
Stout Skycar là một chuỗi cà máy bay hạng nhẹ của Hoa Kỳ trong thập niên 1930.

## Biến thể
Skycar I
Skycar II
Skycar III
Skycar IV
Weick W1

## Tính năng kỹ chiến thuật (Skycar I)
Dữ liệu lấy từ Aerofiles
Đặc điểm tổng quát
- Kíp lái: 1
- Sức chứa: 1 hành khách
- Chiều dài: 24 ft 0 in ( m)
- Sải cánh: 43 ft 0 in ( m)
- Lực nâng có ích: 480 lb ( kg)
- Động cơ: 1 × Michigan Rover R-267, 75 hp ( kW)

Hiệu suất bay
- Vận tốc cực đại: 95 mph ( km/h)
- Vận tốc hành trình: 80 mph ( km/h)
- Vận tốc tắt ngưỡng: 35 mph ( km/h)
- Tầm bay: 320 dặm ( km)